# Almássy tér
Az Almássy tér Budapest VII. kerületében, az Erzsébetvárosban található, a Wesselényi utca páratlan oldalán elterülő tér.

## Története
A Városliget irányába kiépülő Wesselényi utca rendezésekor, 1879-ben alakították ki a háromszög alaprajzú teret, amelyet 1884-ben a mai VII. kerület egy részét korábban birtokló Almásy (Almási) családról neveztek el.

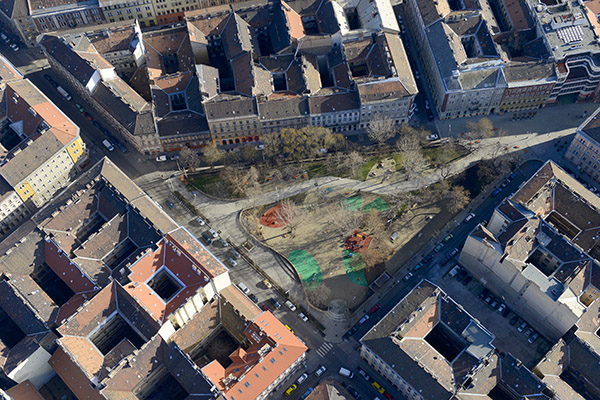
Budapest, Almássy tér légi felvételen

Az első évtizedekben – míg 1897-ben fel nem épült az István téri, vagyis a mai Klauzál téri vásárcsarnok – az Almássy téri piac a külső-erzsébetvárosiak napi szükségleteit látta el, és itt állt a korban nevezetes Lakatos vendéglő is. Később, az első világháború előtt Steiner József Józsi kávéháza állt a téren. Az 1900-as években több munkásegylet irodája költözött a teret szegélyező épületekbe (építő-, fa- és élelmezésipari munkások szövetsége). Ebből kifolyólag az Almássy tér gyakran szolgált munkástüntetések kiindulópontjául, 1905. augusztus 13-án például innen indult el a sütőipari munkások választójogot követelő tüntetése.
A Deák Ferenc szabadkőműves páholy 20 ezer koronás adományából az Almássy téren épült fel 1913-ban a főváros első közkönyvtára, a Deák Ferenc Könyvtár. Az egyre rosszabb állapotba kerülő (a mai Barcsay utca torkolatában álló) épületből az 1950-es években a könyvtár a Rottenbiller utcába költözött, s 1967-ben az épületet is lebontották.

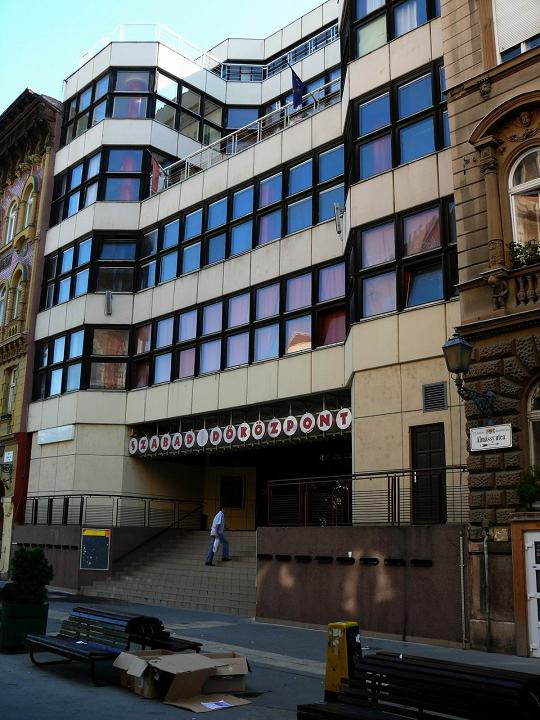
Az Almássy téri Szabadidőközpont épülete 2010-ben

Az 1960-as években felállított betonasztalkáknak köszönhetően az Almássy tér Budapest egyik „sakktere” lett. Az 1983-ban megnyílt Almássy téri Szabadidőközpont felpezsdítette az Almássy tér életét: negyedszázadon át kiállításokat, előadásokat, koncerteket, táncházakat szerveztek, s programjaik egy része a térre is kiköltözött. A 2000-es évek elején az Almássy teret újraparkosították, a burkolatot kicserélték és modernizálták a Wesselényi utca felőli játszóteret is. Ez utóbbi mellett áll az eredetileg a Damjanich utca – Dózsa György út sarkán felállított Csengery Antal kiegyezés korabeli politikus mellszobra (Zsákodi Csiszér János, 1938), amely 1950-ben került át mai helyére. 2014 májusában adták át a teljesen felújított Almássy teret; a burkolat és a parkbútorzat cseréje mellett modernizálták a játszóteret és a kutyafuttatót is, Barcsay utca torkolatába költöztették át a Csengery-szobrot, mellette pedig új szökőkutat is létesítettek.

## Jeles épületek
- Almássy tér 3.: Szecessziós stílusban épült lakóház (Sipos József, 1914).
- Almássy tér 6.: Almássy téri Szabadidőközpont (Straub Éva és Jakab Zoltán, kortársi modern, 1983).
- Almássy tér 15.: Ebben a házban élt és dolgozott Alpár Ignác építész.

## A tér az irodalomban, filmekben
- A tér lényeges helyszín Kondor Vilmos magyar író Budapest novemberben című bűnügyi regényében.

## Térkép
- Térkép, gazdasági térkép, műholdkép